# Vicdessos
A Vicdessos folyó Franciaország területén, a Ariège  bal oldali mellékfolyója.

## Földrajzi adatok
A folyó Ariège megyében a Pireneusokban ered 2580 méteren, közvetlenül az andorrai határ mentén,  és Tarascon-sur-Ariège városkánál torkollik az Ariège-be. Hossza 36,7 km. 
Mellékfolyója a Siguer.

## Megyék és városok a folyó mentén
- Ariège: Auzat, Quié és Tarascon-sur-Ariège